# Louis de Fontanes
Louis Jean-Pierre, marquis de Fontanes, né le 6 mars 1757 à Niort et mort le 17 mars 1821 à Paris, est un écrivain français.
Poète et homme d'action, Louis de Fontanes fut à la fois l'héritier du goût de Racine et de Fénelon contre toute théorisation littéraire, l'admirateur du bon sens politique d'Henri IV et de George Washington, qui « conserve et perfectionne », contre toute « audace qui détruit », et un bon vivant doué des manières et de la galanterie de l'ancienne France.

## Biographie

### La jeunesse (1751-1780)
Son père Marcellin de Fontanes, inspecteur des manufactures à Niort, est issu d'une famille protestante d'ancienne noblesse cévenole, mais dépossédée de son fief par la révocation de l'édit de Nantes. Il épouse Jeanne de Sède, une veuve ayant trois filles, qui exigea que les deux garçons, nés de leur union, Dominique né en 1751 et Louis né en 1757, fussent baptisés dans la religion romaine, car elle était fervente catholique. Louis de Fontanes reçoit une éducation très stricte prodiguée par un prêtre de spiritualité janséniste à La Foye-Monjault : la doctrine de la grâce efficace et le régime de châtiment qui président à cette pédagogie janséniste font cruellement souffrir l'enfant qui fuit sa « geôle de jeunesse captive » en cherchant à s'engager comme mousse dans le port de La Rochelle. Ses parents l'en empêchent in extremis et il poursuit sa scolarité au collège de la Congrégation de l'Oratoire de Niort, où il découvre avec enthousiasme le Télémaque de Fénelon.
Il perd toute sa famille en quelques années : son frère meurt de façon prématurée en 1772, son père en 1774, puis sa mère en 1776, deuils qui, en faisant de lui un orphelin et un solitaire, le laissent inconsolable. Des amis de la famille le recueillent et essayent de l'aider pour qu'il prenne la suite de son père, mais cela ne l'intéresse pas. En 1777, il gagne Paris afin de se consacrer à l'écriture qui est sa passion. Il publie ses poèmes et ses premières productions dans l’Almanach des Muses et le Mercure de France, sous les titres Le cri de mon cœur  et Poème sur la Nature et sur l'Homme . En 1780, une querelle l'oppose à Dominique Joseph Garat, celui que Bonaparte qualifiera d'« enfileur de mots », qui lui reproche une licence poétique dans le poème La forêt de Navarre ; Fontanes corrige cependant ses vers.

### Un poète sous la Révolution (1781-1799)
Il rencontre la tante de la future impératrice Joséphine, Fanny de Beauharnais, qui le présente à son amant Claude Joseph Dorat, poète à la mode qui l'introduit dans les cercles littéraires. Il écrit beaucoup et rencontre un certain succès, devenant ainsi l'ami du philosophe Joseph Joubert, du poète André Chénier, ainsi que de Chateaubriand. En 1784, avec Joubert, il se lie avec Restif de La Bretonne, qui accepte de le loger dans sa maison de la rue des Bernardins, mais se fâche avec lui en prenant parti dans ses conflits conjugaux.
Au début de la Révolution, étant plutôt modéré, il est partisan d'une monarchie éclairée. De 1789 à 1791, il devient journaliste et rédige de courageux éditoriaux dans Le Modérateur. C'est à cette époque qu'il rencontre Chateaubriand, son cadet de onze ans, dans le salon parisien de la comtesse Julie-Marie-Agathe de Farcy, sœur du mémorialiste. Durant la Terreur, en 1792, il se retire dans des cachettes secrètes dans Lyon ; il y épouse Chantal Cathelin, une riche héritière. De cette union naissent deux filles : Imberthe en 1793, décédée de la variole en 1794, et Christine en 1801. Ce mariage met fin à ses difficultés financières. Mais Lyon, aux mains des républicains modérés, est assiégée et bombardée par les troupes de la Convention. Des quartiers entiers sont rasés, et des exécutions de masse, sans jugement, commencent. De cette Terreur lyonnaise, Fontanes fait un tableau saisissant : « La tyrannie était partout et les solitudes les plus profondes ne pouvaient vous y soustraire. Tous ses yeux vous atteignaient jusque dans le secret des familles. Ses bras étaient levés quand vous tentiez de prendre la fuite. La délation, les juges et les bourreaux étaient placés à la porte de chaque citoyen et ne permettaient pas à l'espérance d'y pénétrer un seul moment. » Rescapé d'un bombardement de la ville par les troupes républicaines menées par Joseph Fouché, il revient à Paris. À la demande de députés de Lyon, il rédige un discours dénonçant les exécutions de masse visant à terroriser à l'aveuglette la population de Lyon. Le discours, lu par le député lyonnais Changeux devant la Convention, lui vaut d'être dénoncé par le député montagnard Garat. Il est arrêté, mais pour un motif bénin ; relâché, il réussit à s'enfuir à temps pour se cacher en Normandie. Il trouve refuge à Sevran chez la poétesse Adélaïde-Gillette Dufrénoy. Il devient membre de l'Institut après la chute de Robespierre.
Au coup d'État du 18 fructidor an V (4 septembre 1797), il doit à nouveau fuir. Il gagne d’abord Hambourg où Amable de Baudus, fondateur du Spectateur du Nord, lui ouvre les pages de son journal, lui permettant ainsi de subsister. Mais, poursuivi par les agents du Directoire, il se réfugie en Angleterre, où il retrouve son ami Chateaubriand, émigré depuis 1792. Il y rencontre le journaliste Jean-Gabriel Peltier. La Terreur a fait de lui un homme d'ordre, ce que Chateaubriand note dans ses Mémoires d'Outre-tombe en ces termes : « Les crimes conventionnels lui avaient donné l'horreur de la liberté. » Il est convaincu que Bonaparte peut renverser le Directoire et mettre fin à la Révolution, comme le montre l'article qu'il publia dès le 15 août 1795 dans Le Mémorial, et dans lequel il discerne les changements prodigieux que ce « grand capitaine » est capable d'opérer à l'avenir. C'est ce renversement du Directoire, signal de son retour en France, qu'il attend.

### La brillante carrière d'un restaurateur (1799-1821)

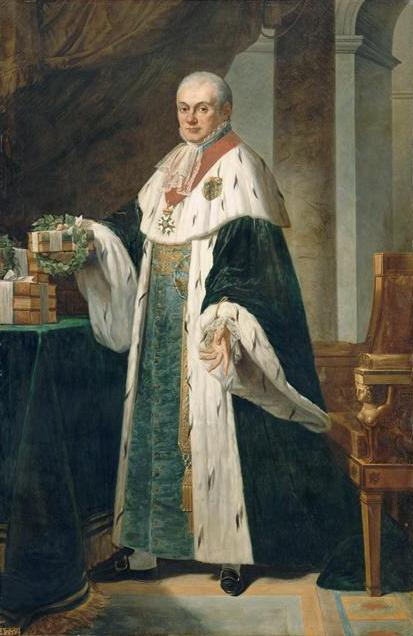
Robert Lefèvre (1755–1830), Louis, marquis de Fontanes, Grand-maître de l'Université (1757-1821), huile sur toile (1847), Musée de l'Histoire de France (Versailles).

Il rentre à Paris, d'abord clandestinement, avant le coup d'État du 18 brumaire, et devient critique au Mercure de France. Il gagne la faveur de Bonaparte, devenu Premier consul, qui le fait rayer de la liste des proscrits, et le rétablit dans son fauteuil de l'Institut. Napoléon Bonaparte lui confie même l'honneur de prononcer, le 8 février 1800, l'hommage funèbre de la France à la mémoire de George Washington sous la coupole des Invalides. Lors du rétablissement des études, il est nommé professeur de belles-lettres au Collège des Quatre-Nations, et membre de l'Institut de France. Restaurer la France ruinée : tel est désormais le but de Fontanes.
Dès lors, sa carrière officielle est éclatante : il devient député en 1802, membre de l'Académie française en 1803, membre du Corps législatif en 1804, et son président en 1805. Il est fait premier Grand maître de l'Université en 1808 par Napoléon, et à ce poste, il s'emploie à nommer au Conseil Supérieur, à l'Inspection Générale et dans les rectorats, des oratoriens, de fins lettrés comme son ami Joseph Joubert, des royalistes comme Louis de Bonald et Paul-Victor de Sèze, frère de Raymond de Sèze qui fut le défenseur de Louis XVI. Ces nominations, dont l'orientation est en sens inverse de celle des Idéologues de la Révolution, Cabanis et Destutt de Tracy, vont contribuer à former la jeune génération des poètes romantiques. Son œuvre en faveur de l'Université et de l'enseignement est importante. En effet, il crée les lycées, et aidé de Joubert, Ambroise Rendu, Pierre-Paul Royer-Collard et Philibert Guéneau de Mussy, entre autres, il réorganise entièrement le système scolaire français, depuis les classes primaires jusqu'à l'Université. Il crée les divisions modernes des études, veille à la qualité des programmes et de l'enseignement, crée le corps de l'Inspection générale de l'Éducation nationale et met des hommes compétents à la tête des services de l'Instruction. Il devient sénateur en 1810.
Napoléon Ier le nomme Comte de l'Empire en 1808. Il est secrètement royaliste, mais il sert l'empereur avec fidélité. Cependant, il est atterré par l’assassinat du duc d'Enghien en 1804 et compose en octosyllabes une Ode sur l'assassinat du duc d'Enghien tout en faisant connaître de vive voix ses sentiments au Premier Consul à ce sujet. Ses relations avec Napoléon se refroidissent à partir de 1809, au moment de l'enlèvement du pape Pie VII qui lui inspire à nouveau une Ode où s'exprime sa douleur. L'empereur, sous son influence, permet à Chateaubriand de rentrer d'exil. L'ascendant que Fontanes, président d'une commission de pré-censure, exerce alors sur Chateaubriand, lui permet d'obtenir la révision du manuscrit des Martyrs, avant les critiques officiels de l'Empire.
Le 14 avril 1814, Napoléon doit abdiquer. Quelques jours plus tard, le 22 avril, Louis de Fontanes harangue le comte d'Artois, puis le 3 mai, il prononce un discours en faveur du nouveau roi Louis XVIII. Celui-ci le nomme ministre de l'Instruction publique, membre du conseil privé, Pair de France, et le décore du Grand cordon de la Légion d'honneur.
Après les Cent-Jours, le 22 juin 1815, Louis de Fontanes vient accueillir le roi à Saint-Denis. Le roi Louis XVIII le fait marquis le 31 août 1817.
Atteint de troubles vasculaires, il meurt le 17 mars 1821. Il est enterré au cimetière du Père-Lachaise (37e division) à côté du maréchal Ney. Son épouse meurt le 24 novembre 1829, sa fille Christine le 12 novembre 1873 sans descendance.

## Œuvres
- Œuvres de Louis de Fontanes recueillies pour la première fois et complétées d'après les manuscrits originaux, Hachette, 1839, tome I.

Il a laissé peu de poésies, mais elles se distinguent par l'élégance et la pureté du style. Parmi celles-ci, on peut retenir :
- La Forêt de Navarre (1779) ;
- Le Verger, 1788 ;
- le Jour des Morts, imité de Thomas Gray, publié dans le journal Paris de Jean Gabriel Peltier en octobre 1795 ;
- le Chant du 14 juillet 1800 1800 ;
- les Tombeaux de Saint-Denis, 1817 ;
- une traduction de l'Essai sur l'homme d'Alexander Pope, 1783 et 1821. 2e édition en 1822 chez Le Normant Imprimeur-Libraire, Paris
- La Chartreuse de Paris, poème de méditation sur les cloîtres, que Chateaubriand publiera remanié, dans Le génie du Christianisme ;
- Le chant du barde ;
- Essai sur l'astronomie ;
- La Maison rustique ;
- La Grèce sauvée, grand poème épique mais inachevé, sur l'héroïsme des Grecs repoussant les barbares perses conduits par Xerxès Ier.

La collection de ses discours a été publiée en 1821 ; on y remarque l'Éloge de George Washington, (1800). Ses Œuvres ont été publiées en 1839 par Sainte-Beuve, en 2 volumes in-8, d'après ses manuscrits. La plupart de ses œuvres furent publiées après sa mort chez Hachette par sa fille Christine en 1839.

## Jugements
Sainte-Beuve écrivit de lui : « Fontanes représente exactement le type du goût et du talent poétique français dans leur pureté et leur atticisme, sans mélange de rien d'étranger ; goût racinien, fénelonien, grec par instant. »